# 北村兼子
北村 兼子（きたむら かねこ、1903年〈明治36年〉11月26日 - 1931年〈昭和6年〉7月26日 ）は、大阪生まれのジャーナリスト。女性の権利運動に関心を寄せて執筆をする。日本飛行学校に入学、パイロット資格を取りヨーロッパ訪問飛行を志すが病いで果たせなかった。

## 生涯
漢学者北村佳逸と勝野の長女として生まれる。梅田高等女学校（現大阪府立大手前高等学校）を終えて大阪外国語学校（現大阪大学外国語学部）を卒業後、1923（大正12）年10月より関西大学法学部法学科にて聴講生としてドイツ法学を学ぶ。同校初の女子学生である。大学在学中に22歳で大阪朝日新聞記者として勤め始める。昭和初期、正岡容とレコードを吹き込むなどし、三上於菟吉との艶聞も流れた。「華やかでエロティックなインテリ嬢」と評され、多くの文人や成金などに言い寄られた。
退職後、ベルリンで開かれた万国婦人参政権運動（現・国際婦人同盟）の国際大会（1929年）に参加し、台湾訪問など合計3回渡航する。1931年に相羽有の日本飛行学校に入学し、同年7月操縦士資格を取得。ヨーロッパ訪問飛行を企画していたが、その準備中に腹膜炎が悪化し死去。享年28。
生前の功績を讃え、2025年2月27日に関西大学から特別卒業証書を受けた。同学の大学昇格100周年記念サイトは北村が生前に肉声を録音した自著『怪貞操』の朗読（部分＝日東蓄音器）を公開している。

## 執筆活動
自伝に改善社刊『婦人記者廃業記 : 伝記・北村兼子』（昭和3年）、同『大空に飛ぶ』（昭和6年）がある。

### 女性の社会的地位
大阪朝日新聞社発行の冊子「婦人」に但馬・丹後大震災 (1925年・1927年) をはさむ第2巻2–3号ほか、女性の社会的地位に通じるテーマで「婦人倶楽部」、「法律春秋」、「サラリーマン」、「冨士」に執筆した。台湾について「植民」と「スバル」に寄稿。

### 文芸・文化
関西の演劇界と文芸について「藝術」、「芝居とキネマ」、「関西文芸」、「女人藝術」、「平凡」、「実業時代」、「文学風俗」、「近代庶民生活誌」他に執筆。万国婦人参政権大会に参加した1931年には「新使命」と「文藝春秋」に記事を寄せる。
このほか、企業の広報誌「三越」や「海」にエッセーを書いている。

## 飛行士として
1930年（昭和5年）11月、イギリス人のミルドレッド・メアリー・ブルースは自らの操縦で、初のイギリス–日本間の単独飛行を成功させた。日本にも北村と同時代に操縦資格を取る女性パイロットの先駆者がおり、日本女性初の航空免許取得者だった兵頭精は自らの操縦で飛び（1921年頃）、木部シゲノは1927年（昭和2年）に女性初の二等飛行機操縦士として朝鮮3都市でデモ飛行をした。北村は1931年（昭和6年）に東京航空輸送社が「エア・ガール」を募集すると、審査委員を務める。自身が飛行免許を取得するのは同年7月6日で、8月14日出発予定でヨーロッパへ飛ぶ準備をしていた。
初めて日本人女性パイロットが自ら操縦し海外渡航に成功するのは、1934年（昭和9年）である。二等飛行操縦士の西崎キク（旧姓松本）は馬淵チョウ子が操縦するもう1機と前後して出発、満州国へ渡航している。

## 著作物

### 自伝
- 『婦人記者廃業記』改善社、1928年1月。 NCID BA44668942。全国書誌番号:47018103。
- 『婦人記者廃業記 伝記・北村兼子』（復刻版）大空社〈伝記叢書 94〉、1992年7月。ISBN 9784872363937。 NCID BN07957501。全国書誌番号:92067204。
  - 著者の肖像がある。
- 『大空に飛ぶ』改善社、1931年10月。 NCID BA31632782。全国書誌番号:46086401。
  - 父の北村佳逸筆「故 北村兼子略歴及遺著解題」[6][37]、著者の肖像を収載[注釈 5]。

### 単著
- 『ひげ』改善社、1926年2月。 NCID BN13990749。全国書誌番号:43048909。
  - 『ひげ』ゆまに書房〈女性のみた近代 3〉、2000年6月。ISBN 9784843300916。 NCID BA48687530。全国書誌番号:20086399。
- 『短い演説の草案』改善社、1926年4月。 NCID BA71629182。
- 『竿頭の蛇』改善社書店、1926年5月。 NCID BA59743203。全国書誌番号:43046611。
  - 井上章一 編「竿頭の蛇」『近代日本のセクシュアリティ』 19（風俗からみるセクシュアリティ）、ゆまに書房、2007年12月。ISBN 9784843327715。 NCID BA84434481。全国書誌番号:21361171。
- 『恋の潜航』改善社、1926年10月。 NCID BA31534397。全国書誌番号:43048963。
  - 『恋の潜航』ゆまに書房〈女性のみた近代 4〉、2000年12月。ISBN 9784843300923。 NCID BA50116361。全国書誌番号:20145851。
- 『怪貞操』改善社、1927年2月。 NCID BA71102037。全国書誌番号:46083140。[12]
  - 井上章一 編「怪貞操」『近代日本のセクシュアリティ』 19（風俗からみるセクシュアリティ）、ゆまに書房、2007年12月。ISBN 9784843327715。 NCID BA84434481。全国書誌番号:21361171。
- 『私の政治観』改善社、1928年5月。全国書誌番号:44023330。[注釈 6]
- 『女浪人行進曲』婦人毎日新聞社、1929年3月。 NCID BA32822808。全国書誌番号:83090003。
- 『情熱的論理』平凡社、1929年4月。 NCID BN05658383。全国書誌番号:47000120。
- 『表皮は動く』平凡社、1930年2月。 NCID BN05658463。全国書誌番号:47020279。
- 『新台湾行進曲』婦人毎日新聞台湾支局、1930年4月。 NCID BA6722275X。全国書誌番号:20012675。
  - 『新台湾行進曲』ゆまに書房〈文化人の見た近代アジア 13〉、2002年9月。ISBN 9784843307106。 NCID BA59545050。全国書誌番号:20333628。
- 『地球一蹴』改善社、1930年9月。 NCID BN13974899。全国書誌番号:47007381。
  - 与那覇恵子、岩見照代 編「地球一蹴」『近代日本のセクシュアリティ』 26（躍動する女性たち）、ゆまに書房、2008年9月。ISBN 9784843329764。 NCID BA87552156。全国書誌番号:21502002。
  - パリ訪問中[35]に会った藤田嗣治が題名を薦め、装丁を担当したと序文に述べている[39]。著者の写真を収載。
- 『子は宝なりや』万里閣、1931年3月。 NCID BN05658157。全国書誌番号:46089268。

### 冊子

#### 婦人
『婦人』は全関西婦人連合会 (The Federation of Women's Societies of Western Japan) の会報として創刊した大阪朝日新聞社発行の雑誌。『婦人朝日』に引き継がれる。北村の以下の記事を掲載した。以下号数の丸カッコ内数字は通号を示す。
1925年（大正14年）
- 「法律を學ぶ私」第2巻2 (3)。
- 高濱トモ子、北村兼子「廢娼運動を評す」第2巻3 (4)。
- 「婦人問題を鷲攫みにして」第2巻4 (5)。
- 「配給品を積んで震災地を巡る」第2巻6 (7)。
- 「震災エピソード」第2巻6 (7)。
- 「貞操の所有權と處女の賭博」第2巻7 (8)。
- 「關所爭奪リレーの選手としての體驗」第2巻8 (9)。
- 「第一線に立つ婦人 (武藤千世子夫人)」第2巻8 (9)。
- 「禁酒と頭の長短論」第2巻12 (13)。

1926年（大正15年–昭和元年）
- 「國產奬勵と主婦の務」第3巻1 (14)。
- 「中山歌子の迪つた路」第3巻4 (17)。
- 「公娼問題研究會」第3巻8 (21)。
- 「美容術」第3巻12 (25)。

1927年（昭和2年）
- 「職業婦人百態」第5巻5 (30)。
- 「職業婦人百態」第5巻7 (32)。

## 関連文献
北村を主題とした研究に大谷渡『北村兼子—炎のジャーナリスト』（東方出版、1999年12月）、同じく『大正・昭和初期日本女性史と台湾 : 北村兼子と〈婦人毎日新聞〉〈台湾民報〉』（関西大学、2006年3月）などがある。

### 北村兼子を採り上げた研究

#### 書籍
- 明治大正昭和新聞研究会 編『新聞集成昭和編年史—昭和3年度版』 2巻、4月-6月、明治大正昭和新聞研究会、1988年。 NCID BN00536312。
- 大谷渡『北村兼子—炎のジャーナリスト』東方出版、1999年。 NCID BA44403369。[注釈 8]

#### 紀要・論文集
- 大谷渡「北村兼子小伝」『歴史と神戸』第31巻617 (5)、神戸史学会、1992年、10-20頁。
- ＿＿＿＿＿＿（著）、大阪市史編纂所（編）「北村兼子の生涯—性差別とのたたかい」『大阪の歴史』第39号、大阪市史料調査会、1993年、33-56頁。
- ＿＿＿＿＿＿「国際婦人平和主義北村兼子—〈途上を生きた人々の系譜〉(第5回)」『神奈川大学評論 The Kanagawa University review』第49巻、神奈川大学、2004年、124-128頁、NCID AN10005314。
- ＿＿＿＿＿＿（著）、關西大學文學會（編）「北村兼子と林献堂」『關西大學文學論集』第54巻第4号、関西大学、2005年、121-143頁、NAID 110001244683、NCID AN00047169。
- ＿＿＿＿＿＿、関西大学『大正・昭和初期日本女性史と台湾 : 北村兼子と〈婦人毎日新聞〉〈台湾民報〉』関西大学、2006年。 NCID BA77678511。[注釈 9]
- 石月静恵「知識人女性の台湾訪問と台湾認識」『桜花学園大学人文学部研究紀要』第8巻、桜花学園大学、2006年3月31日、1-16頁、NAID 110006199435、NCID AA1186349X。[注釈 10]
- 楊智景（著）、F-GENSジャーナル編集委員会（編）「女性作家の植民地台湾への行進—〈婦人文化講演会〉とその文芸的所産をめぐって」（PDF）『F-GENSジャーナル (公募研究特集号)』第6号、2006年、103−110頁、2017年3月10日閲覧。 [注釈 11]
- 北村兼子、丹稲子、平林たい子他「セクシュアリティ・身体：問題の女性の貞操観」第7巻第2号、ゆまに書房、2015年、NCID BB18576345。
- 「職業：欧州まで一飛びに」第23巻、2016年、NCID BB21327611。

### その他
以下の資料の一部は柳沢光二著「第3回北村兼子」（『航空ファン』）による。
- 『アサヒグラフ』第16巻第14号、朝日新聞社、1931年4月1日。
- 『日米親善北太平洋横断飛行』東京：報知新聞社、1931年4月8日。全48頁。
- 栗村盛孝『羅馬飛行』「羅馬飛行」刊行会、1968年。doi:10.11501/2986008、国立国会図書館／図書館送信参加館内公開。
- 菅原寬他「東西・女性腕角力・ひがし生田花世＝にし北村兼子」『新聞集成昭和編年史 昭和4年度』第2巻4月-6月、明治大正昭和新聞研究会、1989年、401頁。
- 平木国夫『飛行家をめざした女性たち』新人物往来社、1992年。ISBN 4-404-01966-1。 NCID BN08649629。
- 加納実紀代『越えられなかった海峡　女性飛行士・朴敬元の生涯』時事通信社、1994年。ISBN 4788794039。
- “女もすなる飛行機”. www.nttpub.co.jp. NTT出版Webマガジン -Web nttpub-. 2022年6月2日閲覧。
- 藤目ゆき『婦人 : 全関西婦人連合会機関誌』（復刻版）不二出版、1996年5月-1997年12月。 NCID BN15828650。
- 林洋子『藤田嗣治（つぐはる）本のしごと』集英社〈集英社新書ヴィジュアル版 ; 024V〉、2011年。ISBN 9784087205978。